# Maubeuge
Maubeuge é uma comuna francesa no departamento de Nord, na região de Altos da França. População de 34.051 habitantes (1999).